# خلات فينيل الزئبق
خلات فينيل الزئبق هو مركب الزئبق العضوي. كان هذا المركب يستخدم سابقًا كمادة حافظة في الدهانات،  وكمطهر.  عند وضعه على أوراق النباتات، يعمل كمضاد للتخثر. 

## الاستخدامات
تستخدام خلات فينيل الزئبق ضد الفطريات النشطة في الزراعة ومعالجة الجلود، وقد عُرف أنه ذا كفاءة عالية. كما تم استخدام خلات فينيل الزئبق كمادة مضافة في قطرات العين والطلاء من أجل الوقاية، ويعمل كمطهر، ومحفز في أنظمة البولي يوريثين.  في الخمسينيات والسبعينيات من القرن الماضي، تم استخدام خلات فينيل الزئبق كعنصر مساعد في أرضيات البولي يوريثين المرنة التي تحمل العلامة التجارية ثري أم تارتان والتي كانت شائعة في صالات الالعاب الرياضية بالمدرسة .  كان مسؤولو المدرسة قلقين من إطلاق بخار الزئبق في الهواء فوق سطح هذه الطوابق. كان لا بد من إزالتها بعناية بما أن الزئبق معدن ثقيل سام.

## النتائج
الدراسة على خلات فينيل الزئبق كمضاد للفطريات هي الموضوع الأكثر دراسة لهذا المركب. لقد وجد أن النباتات المعالجة بـ خلات فينيل الزئبق قد ترشحت أكثر بسبب إغلاق المسامات المتأخر في النباتات. إن الانخفاض النهاري في النتح بواسطة خلات فينيل الزئبق تفوق بشكل كبير فقدان الماء الليلي. تعمل اسيتات فينيل الزئبق على إغلاق الثغور وكذلك الفتحات.  لقد وجدت الأبحاث أن خلات فينيل الزئبق قد تقلل بشكل معقول من امتصاص أغشية الخلايا الحامية للمذابات، وبالتالي تؤخر جميع حركات الثغرية التي يتم تحفيزها تناضحيًا.

## المخاطر
يمكن أن تسبب خلات فينيل الزئبق التهاب الشرى التماسي . يشير إلتهاب شرى التلامس إلى الانتفاخ والتوهج التي تحدث كردة فعل عند تطبيق المواد الكيميائية على الجلد السليم. ردود الفعل الانتفاخ والتوهج هي ردة فعل جلدي قد يتبع إصابة أو حقن مستضد. يتصف بالانتفاخ والاحمرار الناجم عن إطلاق الهيستامين. تحدث ردة الفعل عادة على ثلاث مراحل، تبدأ بظهور طفح جلدي في موقع الإصابة، يتبعها ظهور تهيج حول الموقع ؛ أخيرًا، يتشكل علامات حمراء في الموقع حيث يتسرب السائل تحت الجلد من الشعيرات الدموية المحيطة.  تم تصنيف التهاب الشرى التماسي على أنه تفاعل فرط حساسية فوري مع الغلوبولين المناعي(نوع من مضادات الجسم) يلعب دورًا مهمًا في التسبب في تطور المرض.  يبدو أن البحوث التي تتناول التهاب الشرى التماسي تشير إلى أن نسبة الإصابة بالشرى تعود إلى عملية اتصال.